# Ford Thunderbird
Ford Thunderbird (IPA: ˈθʌndərˌbɜrd) — также широко известен под аббревиатурой T-Bird, «Ти-бёрд» — американский заднеприводный люксовый автомобиль с кузовом «купе», а в ряде поколений — также «кабриолет» и «седан», выпускавшийся на протяжении многих лет подразделением Ford компании Ford Motor Company.
Название модели позаимствовано из мифологии североамериканских индейцев. У некоторых племён Громовая Птица (англ. Thunderbird, ошибочно переводится как буревестник) является духом грозы, молнии и дождя.
Было выпущено одиннадцать сильно различавшихся между собой, в том числе и по концепции, поколений этой модели с 1955 по 2005 годы (с перерывом в 1998—2001 годах), а общий выпуск за эти годы достиг 4,4 миллиона.

## Предыстория
Начало разработке нового двухместного автомобиля было положено на «Форде» ещё в начале 1952 года — как ответ на информацию о готовившемся в те годы к производству конкурентами из GM «Корвете».
Работа над дизайном была завершена в начале 1953 года. К концу года был построен гипсовый демонстрационный макет, который с успехом демонстрировался на Детройтском Автошоу в феврале 1954 года. К этому времени на нём были установлены сложные хромированные ободки фар от будущего Ford Fairlane модели 1955 года, но в серийном производстве от них отказались в пользу более простых, целиком окрашенных.

## Первое поколение
| Модельный год | Выпуск, штук | Цена от, $ США |
| ------------- | ------------ | -------------- |
| 1955          | 16 155       | 2944           |
| 1956          | 15 631       | 3151           |
| 1957          | 21 380       | 3408           |

## Второе поколение
| Модельный год | Выпуск, штук                   | Цена от, $ США               |
| ------------- | ------------------------------ | ---------------------------- |
| 1958          | Купе: 35 758 Кабриолет: 2 134  | Купе: 3 630 Кабриолет: 3 914 |
| 1959          | Купе: 57 195 Кабриолет: 10 261 | Купе: 3 696 Кабриолет: 3 979 |
| 1960          | Купе: 80 938 Кабриолет: 11 860 | Купе: 3 755 Кабриолет: 4 222 |

| Технические характеристики Ford Thunderbird модели 1960 года |                                                                     |                                                          |
| Ford Thunderbird                                             | 5.8                                                                 | 7.0                                                      |
| Двигатель:                                                   | 8-цил. V-обр. (четырёхтактн.), развал цилиндров 90°                 | 8-цил. V-обр. (четырёхтактн.), развал цилиндров 90°      |
| Рабочий объём:                                               | 5766 см³                                                            | 7045 см³                                                 |
| Диам. цил. x ход поршня:                                     | 101,6 x 88,9 мм                                                     | 109,2 x 94 мм                                            |
| Мощность, при обор./ мин.:                                   | 224 кВ (304 л. с. SAE) при 4600                                     | 261 кВ (355 л. с. SAE) при 4400                          |
| Макс. крут. момент, при обор. в мин.:                        | 516 Нм при 2800                                                     | 653 Нм при 2800                                          |
| Степень сжатия:                                              | 9,6:1                                                               | 10,05:1                                                  |
| Карбюратор:                                                  | 1 четырёхкамерный                                                   | 1 четырёхкамерный                                        |
| Клапанной механизм:                                          | OHV, с приводом от одного вала в развале блока цилиндров            | OHV, с приводом от одного вала в развале блока цилиндров |
| Охлаждение:                                                  | Водяное                                                             | Водяное                                                  |
| Трансмиссия:                                                 | Трёхступенчатая мех. опциональная АКПП Cruise-O-Matic Задний привод | АКПП Cruise-O-Matic Задний привод                        |
| Передняя подвеска:                                           | Двойные поперечные рычаги, пружины                                  | Двойные поперечные рычаги, пружины                       |
| Задняя подвеска:                                             | Листовые рессоры, неразрезной мост                                  | Листовые рессоры, неразрезной мост                       |
| Тормоза:                                                     | Барабанные, с сервоприводом                                         | Барабанные, с сервоприводом                              |
| Рулевое управление:                                          | Винт-шариковая гайка, с усилителем                                  | Винт-шариковая гайка, с усилителем                       |
| Кузов:                                                       | Цельнометаллический несущий двухдверный                             | Цельнометаллический несущий двухдверный                  |
| Колея передняя/ задняя:                                      | 1524/ 1448 мм                                                       | 1524/ 1448 мм                                            |
| Колёсная база:                                               | 2870 мм                                                             | 2870 мм                                                  |
| Габариты:                                                    | 5215 x 1956 x 1334—1349 мм                                          | 5215 x 1956 x 1334—1349 мм                               |
| Снаряжённая масса:                                           | 1760-1843 кг                                                        | 1760-1843 кг                                             |
| Макс. скорость:                                              | ~170-180 км/ч                                                       | ~180-200 км/ч                                            |
| 0-100 км/ч:                                                  | ?                                                                   | ?                                                        |
| Расход топлива (л./100 км):                                  | ~16-22                                                              | ~17-24                                                   |

## Третье и четвёртое поколения
| Модельный год | Выпуск, штук                                         | Цена от, $ США                                      |
| ------------- | ---------------------------------------------------- | --------------------------------------------------- |
| 1961          | Купе: 62 535 Кабриолет: 10 516                       | Купе: 4 170 Кабриолет: 4 637                        |
| 1962          | Купе: 68 127 Кабриолет: 9 844 Sports Roadster: 1 427 | Купе: 4 321 Кабриолет: 4.788 Sports Roadster: 5.439 |
| 1963          | Купе: 56 945 Кабриолет: 5 913 Sports Roadster: 455   | Купе: 4 455 Кабриолет: 4 912 Sports Roadster: 5 563 |

| Модельный год | Выпуск, штук                  | Цена от, $ США               |
| ------------- | ----------------------------- | ---------------------------- |
| 1964          | Купе: 83 267 Кабриолет: 9 198 | Купе: 4 486 Кабриолет: 4 853 |
| 1965          | Купе: 68 126 Кабриолет: 6 846 | Купе: 4 394 Кабриолет: 4 851 |
| 1966          | Купе: 64 027 Кабриолет: 5 049 | Купе: 4 395 Кабриолет: 4 845 |

## Десятое поколение (1989–1997)
| Модельный год | Выпуск, штук | Цена от, $ США |
| ------------- | ------------ | -------------- |
| 1989          | 107 996      | 14 612         |
| 1990          | 104 602      | 15 076         |
| 1991          | 77 688       | 15 318         |
| 1992          | 73 892       | 16 345         |
| 1993          | 129 712      | 15 797         |
| 1994          | 120 320      | 16 830         |
| 1995          | 114 823      | 17 225         |
| 1996          | 85 029       | 17 485         |
| 1997          | 73 814       | 17 885         |

## Одиннадцатое поколение (2002–2005)
| Модельный год | Выпуск, штук | Цена от, $ США |
| ------------- | ------------ | -------------- |
| 2002          | 19 085       | 34 965         |
| 2003          | 14 506       | 37 550         |
| 2004          | 11 998       | 36 925         |
| 2005          | 9 548        | 38 355         |